# Not3s
Not3s, pseudonimo di Lukman Olanrewaju Odunaike (Londra, 17 aprile 1998), è un rapper britannico di origini nigeriane.
Noto principalmente per le sue collaborazioni con la cantante Mabel Fine Line e My Lover, entrambe entrate nella top 20 della Official Singles Chart, nella sua carriera ha pubblicato 2 album, entrambi entrati nella classifica album britannica. Ha inoltre ottenuto varie certificazioni UK.

## Carriera
Legato alla Relentless Records dal 2016, nel 2017 ha iniziato a pubblicare i suoi primi singoli ottenendo un primo piazzamento nella Official Singles Chart con il brano Addison Lee (Peng Ting Called Madison), che ottiene anche un disco d'oro nel Regno Unito e riceve una forte attenzione da parte di pubblico e critica. Pubblica successivamente altri singoli, tra cui la collaborazione con Mabel My Lover con cui raggiunge la numero 14 in UK, ed il suo album d'esordio Take Not3s, con cui ottiene un piazzamento nella classifica album britannica e un disco d'argento per aver venduto più di 60.000 unità. Sempre nel 2017 pubblica numerose collaborazioni.
Nel 2018 continua a pubblicare singoli da lead artist e collaborazioni, fra cui il duetto con Mabel Fine Line, che raggiunge l'undicesima posizione nella classifica britannica, e il duetto con AJ Tracey Butterflies, che raggiunge la diciannovesima posizione nella suddetta classifica. Entrambi i brani vengono certificati platino per aver venduto 600 000 copie a testa. Sempre nel 2018 pubblica il suo secondo album Take Not3s II, che raggiunge la sedicesima posizione nella classifica britannica, e ottiene una nomination ai BBC Sound of 2018. Tra 2019 e 2020 pubblica vari singoli, ottenendo un disco d'argento in UK per il brano Wanting.

## Discografia

### Album
- 2017 – Take Not3s
- 2018 – Take Not3s II

### Singoli
- 2017 – Naughty (con 23 Unofficial)
- 2017 – Addison Lee (Peng Ting Called Madison)
- 2017 – Celebration (con Mostack)
- 2017 – Aladdin
- 2017 – My Lover (con Mabel)
- 2017 – 99 + 1 (con Mostack)
- 2018 – Hooper (con Knucks)
- 2018 – Sit Back Down (con Maleek Berry)
- 2018 – M3 Not You
- 2018 – Just Fine
- 2018 – To the Max (con Nana Rogues e Wizkid)
- 2019 – Wanting
- 2019 – Nasti Riddim (con Tiggs Da Author)
- 2019 – Princ3
- 2020 – Highest
- 2020 – One More Time (feat. AJ Tracey)
- 2021 – Boom Bam (feat. Young T & Bugsey)